# StormHammer
StormHammer ist eine deutsche Power-Metal-Band aus München.

## Geschichte
Die Band wurde 1993 in München unter dem Namen „Lizard“ gegründet. Da es bereits eine deutsche Southern-Rock-Band mit dem gleichen Namen gab, entschied man sich dazu, den Namen in „Steamhammer“ zu ändern. Da auch dieser Bandname schon von einer anderen Gruppe besetzt wurde, benannte sie sich schließlich in „StormHammer“ um. Das erste Album FireBall wurde im Jahre 2000 über Century Media veröffentlicht. Zur Promotion von FireBall tourte die Band zusammen mit Morgana Lefay, Angel Dust und Steel Prophet durch Europa. Von den Lesern des Metal-Heart-Magazins wurden sie zum Newcomer 2000 gewählt.
Das zweite Album Cold Desert Moon wurde 2001 ebenfalls über Century Media veröffentlicht, worauf Live-Auftritte als Vorband von Blind Guardian in Deutschland, Italien, Österreich und Ungarn folgten. Lord of Darkness ist der Titel des dritten Albums, welches 2004 erschien und 2005 durch eine Europatour mit Grave Digger und Astral Doors promoted wurde. Erst fünf Jahre später, im Jahr 2009, erschien dann mit Signs of Revolution das vierte Album von StormHammer. Inzwischen ist nur noch ein Gründungsmitglied in der Band verblieben. Der Sänger Jürgen Dachl (ex-Diabolos Dust), Gitarrist Bernd Intveen und Schlagzeuger Chris Widmann komplettieren das Line-up.

## Diskografie
- 2000: FireBall (Century Media)
- 2001: Cold Desert Moon (Century Media)
- 2004: Lord of Darkness (Mausoleum Records)
- 2009: Signs of Revolution (Silverwolf Productions)
- 2015: Echoes of a Lost Paradise (Massacre Records)
- 2017: Welcome to the end (Massacre Records)
- 2019: Seven Seals (Massacre Records)